# Atletismo nos Jogos Pan-Americanos de 1991 - Salto em altura feminino
A prova do salto em altura feminino nos Jogos Pan-Americanos de 1991 foi realizada em 5 de agosto em Havana, Cuba.

## Medalhistas
| Ouro                      | Prata                            | Bronze                            |
| Ioamnet Quintero CUB Cuba | María del Carmen García CUB Cuba | Jan Wohlschlag USA Estados Unidos |

### Final
| Posição           | Nome                    | Nacionalidade      | Marca | Notas |
| ----------------- | ----------------------- | ------------------ | ----- | ----- |
| Medalha de ouro   | Ioamnet Quintero        | CUB Cuba           | 1.88  |       |
| Medalha de prata  | María del Carmen García | CUB Cuba           | 1.85  |       |
| Medalha de bronze | Jan Wohlschlag          | USA Estados Unidos | 1.80  |       |
| 4                 | Tanya Hughes            | USA Estados Unidos | 1.80  |       |
| 5                 | Cristina Fink           | MEX México         | 1.75  |       |
| 5                 | Orlane dos Santos       | BRA Brasil         | 1.75  |       |
| 7                 | Catherine Bond-Mills    | CAN Canadá         | 1.75  |       |
| 8                 | Leslie Estwick          | CAN Canadá         | 1.75  |       |